# Safranmalvengewächse
Die Safranmalvengewächse (Turneroideae) sind eine Unterfamilie in der Pflanzenfamilie der Passionsblumengewächse (Passifloraceae) innerhalb der Ordnung der Malpighienartigen (Malpighiales). Die gehörten bis 2012 nur etwa zehn Gattungen mit insgesamt etwa 205 Arten gedeihen in den Tropen und Subtropen in Afrika und der Neotropis.

## Beschreibung

### Vegetative Merkmale
Es sind einjährige oder ausdauernde krautige Pflanzen oder verholzende Pflanzen. Die Pflanzenteile sollen unangenehm riechen.
Die wechselständig angeordneten Laubblätter sind einfach und gezähnt oder tief geteilt. Es können kleine Nebenblätter vorhanden sein oder fehlen.

### Generative Merkmale
Die zwittrigen, radiärsymmetrischen Blüten sind fünfzählig und manchmal heterostyl. Die fünf Kelchblätter sind verwachsen. Die fünf Kronblätter sind verwachsen. Zwei oder drei Fruchtblätter sind zu einem oberständigen oder halbunterständigen Fruchtknoten verwachsen.
Es werden Kapselfrüchte gebildet. Die vielen Samen haben an einer Seite einen Arillus.

## Systematik und Verbreitung
Die Gattungen der ehemaligen Familie der Turneraceae wurden nach APG III in der Familie der Passifloraceae eingegliedert.
Der Name Turneroideae wurde 1836 von Eaton in Bot. Dict., 4. Auflage, S. 44 erstveröffentlicht. Der Familienname Turneraceae wurde von Carl Sigismund Kunth in Augustin Pyrame de Candolle veröffentlicht.
Safranmalvengewächse finden sich in der Neotropis und Afrika.
Zur Unterfamilie der Safranmalvengewächse (Turneroideae, Syn.: Piriquetaceae Martynov, Turneraceae DC.) gehörten bis 2012 nur zehn Gattungen und insgesamt etwa 205 Arten:
- Adenoa Arbo: Es gibt nur Art:
  - Adenoa cubensis (Britton & P.Wilson) Arbo: Sie kommt im östlichen Kuba vor.[3]
- Erblichia Seem.
- Hyalocalyx Rolfe: Es gibt nur Art:
  - Hyalocalyx setifer Rolfe: Sie kommt in Madagaskar und im tropischen Ostafrika vor.[3]
- Loewia Urb.
- Mathurina Balf. f.: Es gibt nur Art:
  - Mathurina penduliflora Balf. f.: Sie kommt auf der Maskarenen-Insel Rodrigues vor.[3]
- Piriqueta Aubl.
- Stapfiella Gilg
- Streptopetalum Hochst.
- Tricliceras Thonn. ex DC.
- Turnera L.: Je nach Autor gibt es etwa 122 Arten.